# Eugène Forcade
Pour les articles homonymes, voir Forcade.
Eugène Forcade, né le 3 mars 1820 à Marseille et mort le 6 novembre 1869 à Boulogne-sur-Seine, est un éditeur de presse français, fondateur de l'hebdomadaire La Semaine financière en 1854.

## Biographie
Fils de Pierre Joseph Alexandre Thomas Forcade, docteur en médecine, et de Marie Magdelaine Désirée Fouque, son épouse, Eugène Forcade naît à Marseille en 1820.
En 1837, Eugène Forcade reprend, à l’âge de 17 ans seulement et après sa scolarité au lycée Thiers, le quotidien Le Sémaphore, fondé en 1827, principal journal à Marseille jusqu'en 1840.
Il écrit dans la Revue des Deux Mondes, dont il devient l’un des principaux éditorialistes politiques. Au début des années 1860, il s’en prend violemment à la politique économique et financière du Second Empire, alors qu’il a déjà fondé en 1854 La Semaine financière, publication économique liée aux Rothschild.
En mars 1868, il se rend à Venise à l'occasion du transfert des cendres de Daniele Manin,. Atteint de troubles psychiatriques, il est interné en mai à Rouen, à l'asile Quatre-Mares-Saint-Yon. Passionné de théâtre[réf. nécessaire], il épouse en juillet 1869 Marguerite Rose Moulin, actrice de théâtre sous le nom de Mlle Harville,,. La veille, les deux époux ont reconnu pour leur fils naturel Eugène André Moulin, né en 1852. Mais Eugène Forcade meurt en novembre, des suites de sa maladie,.

## Publications
- Études historiques (1853)
- Histoire des causes de la guerre d'Orient (1854)